# Divisione Nazionale 1942
La Divisione Nazionale 1942 è stata la 21ª edizione del torneo di primo livello del campionato italiano di hockey su pista. Esso è stato organizzato dalla Federazione Italiana Ochei e Pattinaggio.
Il torneo fu vinto dal Pubblico Impiego per l'11ª volta nella sua storia.

## Avvenimenti
Il torneo del 1942 vide al via dodici club. La formula fu quella consolidata per l'epoca, cioè due fasi a gironi e una fase finale. Dopo la prima parte della competizione si qualificarono alla fase finale il Pubblico Impiego, il Bruno Mussolini Roma, il Borletti e l'Ansaldo Genova. Il Pubblico Impiego vinse la finale per il titolo contro il Bruno Mussolini Roma, laureandosi per l'undicesima volta nella sua storia, sesta consecutiva, campione d'Italia.

## Squadre partecipanti
| Club                 | Stagione | Città       | Stagione precedente         |
| -------------------- | -------- | ----------- | --------------------------- |
| Ansaldo Genova       | dettagli | Genova      | n.a.                        |
| Borletti             | dettagli | Milano      | In Divisione Nazionale      |
| Bruno Mussolini Roma | dettagli | Roma        | n.a.                        |
| CRDA Monfalcone      | dettagli | Monfalcone  | In Divisione Nazionale      |
| Civico Monza         | dettagli | Monza       | In Divisione Nazionale      |
| DLF Bologna          | dettagli | Bologna     | In Divisione Nazionale      |
| DLF Trieste          | dettagli | Trieste     | In Divisione Nazionale      |
| Novara               | dettagli | Novara      | In Divisione Nazionale      |
| Pubblico Impiego     | dettagli | Trieste     | Campione d'Italia in carica |
| Quarnaro Fiume       | dettagli | Fiume       | n.a.                        |
| Saves Alessandria    | dettagli | Alessandria | In Divisione Nazionale      |
| Torinese             | dettagli | Torino      | n.a.                        |

## Prima fase

### Girone A - Bologna

#### Risultati
| 1ª giornata  |                          |     |
|              |                          |     |
| 23 ago. 1942 | Bruno Mussolini-Borletti | 3-7 |
| 23 ago. 1942 | Riposa: DLF Bologna      |     |

| 2ª giornata  |                             |     |
|              |                             |     |
| 23 ago. 1942 | Bruno Mussolini-DLF Bologna | 8-3 |
| 23 ago. 1942 | Riposa: Borletti            |     |

| \| 3ª giornata \| \| \| \| \| \| \| \| 23 ago. 1942 \| DLF Bologna-Borletti \| 1-3 \| \| 23 ago. 1942 \| Riposa: Bruno Mussolini \| \| |                         |     |
| 3ª giornata |                         |     |
| |                         |     |
| 23 ago. 1942 | DLF Bologna-Borletti    | 1-3 |
| 23 ago. 1942 | Riposa: Bruno Mussolini |     |

#### Classifica
|  | Pos. | Squadra              | Pt | G | V | N | S | GF | GS | D  | Note / Qualificazioni |
|  | ---- | -------------------- | -- | - | - | - | - | -- | -- | -- | --------------------- |
|  | 1.   | Borletti             | 4  | 2 | 2 | 0 | 0 | 10 | 4  | +6 |                       |
|  | 2.   | Bruno Mussolini Roma | 2  | 2 | 1 | 0 | 1 | 11 | 10 | +1 |                       |
|  | 3.   | DLF Bologna          | 0  | 2 | 0 | 0 | 2 | 4  | 11 | -7 |                       |

### Girone B - Trieste

#### Risultati
| 1ª giornata  |                                 |      |
|              |                                 |      |
| 23 ago. 1942 | Pubblico Impiego-Quarnaro Fiume | 18-2 |
| 23 ago. 1942 | Riposa: Saves Alessandria       |      |

| 2ª giornata  |                                    |      |
|              |                                    |      |
| 23 ago. 1942 | Saves Alessandria-Pubblico Impiego | 0-19 |
| 23 ago. 1942 | Riposa: Quarnaro Fiume             |      |

| \| 3ª giornata \| \| \| \| \| \| \| \| 23 ago. 1942 \| Quarnaro Fiume-Saves Alessandria \| 4-3 \| \| 23 ago. 1942 \| Riposa: Pubblico Impiego \| \| |                                  |     |
| 3ª giornata |                                  |     |
| |                                  |     |
| 23 ago. 1942 | Quarnaro Fiume-Saves Alessandria | 4-3 |
| 23 ago. 1942 | Riposa: Pubblico Impiego         |     |

#### Classifica
|  | Pos. | Squadra           | Pt | G | V | N | S | GF | GS | D   | Note / Qualificazioni |
|  | ---- | ----------------- | -- | - | - | - | - | -- | -- | --- | --------------------- |
|  | 1.   | Pubblico Impiego  | 4  | 2 | 2 | 0 | 0 | 37 | 2  | +35 |                       |
|  | 2.   | Quarnaro Fiume    | 2  | 2 | 1 | 0 | 1 | 6  | 21 | -15 |                       |
|  | 3.   | Saves Alessandria | 0  | 2 | 0 | 0 | 2 | 3  | 23 | -20 |                       |

### Girone C - Novara

#### Risultati
| 1ª giornata  |                  |     |
|              |                  |     |
| 23 ago. 1942 | Ansaldo-Torinese | 8-1 |
| 23 ago. 1942 | Riposa: Novara   |     |

| 2ª giornata  |                 |     |
|              |                 |     |
| 23 ago. 1942 | Torinese-Novara | 0-8 |
| 23 ago. 1942 | Riposa: Ansaldo |     |

| \| 3ª giornata \| \| \| \| \| \| \| \| 23 ago. 1942 \| Novara-Ansaldo \| 5-1 \| \| 23 ago. 1942 \| Riposa: Torinese \| \| |                  |     |
| 3ª giornata |                  |     |
| |                  |     |
| 23 ago. 1942 | Novara-Ansaldo   | 5-1 |
| 23 ago. 1942 | Riposa: Torinese |     |

#### Classifica
|  | Pos. | Squadra        | Pt | G | V | N | S | GF | GS | D   | Note / Qualificazioni |
|  | ---- | -------------- | -- | - | - | - | - | -- | -- | --- | --------------------- |
|  | 1.   | Novara         | 4  | 2 | 2 | 0 | 0 | 13 | 1  | +12 |                       |
|  | 2.   | Ansaldo Genova | 2  | 2 | 1 | 0 | 1 | 9  | 6  | +3  |                       |
|  | 3.   | Torinese       | 0  | 2 | 0 | 0 | 2 | 1  | 16 | -15 |                       |

### Girone D - Monza

#### Risultati
| \| 1ª giornata \| \| \| \| \| \| \| \| 23 ago. \| Civico Monza-DLF Trieste \| 2-1 \| |                          |     |
| 1ª giornata                                                                          |                          |     |
|                                                                                      |                          |     |
| 23 ago.                                                                              | Civico Monza-DLF Trieste | 2-1 |

#### Classifica
|  | Pos. | Squadra         | Pt     | G | V | N | S | GF | GS | D  | Note / Qualificazioni |
|  | ---- | --------------- | ------ | - | - | - | - | -- | -- | -- | --------------------- |
|  | 1.   | Civico Monza    | 2      | 1 | 1 | 0 | 0 | 2  | 1  | +1 |                       |
|  | 2.   | DLF Trieste     | 0      | 1 | 0 | 0 | 1 | 1  | 2  | -1 |                       |
|  | --   | CRDA Monfalcone | Ritiro |   |   |   |   |    |    |    |                       |

## Seconda fase

### Girone A - Roma

#### Risultati
| 1ª giornata  |                               |     |
|              |                               |     |
| 29 ago. 1942 | Bruno Mussolini-Novara        | 4-3 |
| 29 ago. 1942 | Pubblico Impiego-Civico Monza | 2-0 |

| 2ª giornata  |                                  |     |
|              |                                  |     |
| 30 ago. 1942 | Bruno Mussolini-Pubblico Impiego | 1-3 |
| 30 ago. 1942 | Civico Monza-Novara              | 0-2 |

| \| 3ª giornata \| \| \| \| \| \| \| \| 30 ago. 1942 \| Bruno Mussolini-Civico Monza \| 7-2 \| \| 30 ago. 1942 \| Pubblico Impiego-Novara \| 11-3 \| |                              |      |
| 3ª giornata |                              |      |
| |                              |      |
| 30 ago. 1942 | Bruno Mussolini-Civico Monza | 7-2  |
| 30 ago. 1942 | Pubblico Impiego-Novara      | 11-3 |

#### Classifica
|  | Pos. | Squadra              | Pt | G | V | N | S | GF | GS | D   | Note / Qualificazioni |
|  | ---- | -------------------- | -- | - | - | - | - | -- | -- | --- | --------------------- |
|  | 1.   | Pubblico Impiego     | 6  | 3 | 3 | 0 | 0 | 16 | 4  | +12 |                       |
|  | 2.   | Bruno Mussolini Roma | 4  | 3 | 2 | 0 | 1 | 12 | 8  | +4  |                       |
|  | 3.   | Novara               | 2  | 3 | 1 | 0 | 2 | 8  | 15 | -7  |                       |
|  | 4.   | Civico Monza         | 0  | 3 | 0 | 0 | 3 | 2  | 11 | -9  |                       |

### Girone B - Genova

#### Risultati
| 1ª giornata  |                         |     |
|              |                         |     |
| 29 ago. 1942 | Ansaldo-DLF Trieste     | 2-1 |
| 29 ago. 1942 | Borletti-Quarnaro Fiume | 9-3 |

| 2ª giornata  |                            |     |
|              |                            |     |
| 30 ago. 1942 | Ansaldo-Borletti           | 1-3 |
| 30 ago. 1942 | Quarnaro Fiume-DLF Trieste | 1-6 |

| \| 3ª giornata \| \| \| \| \| \| \| \| 30 ago. 1942 \| Borletti-DLF Trieste \| 2-1 \| \| 30 ago. 1942 \| Ansaldo-Quarnaro Fiume \| 6-2 \| |                        |     |
| 3ª giornata |                        |     |
| |                        |     |
| 30 ago. 1942 | Borletti-DLF Trieste   | 2-1 |
| 30 ago. 1942 | Ansaldo-Quarnaro Fiume | 6-2 |

#### Classifica
|  | Pos. | Squadra        | Pt | G | V | N | S | GF | GS | D   | Note / Qualificazioni |
|  | ---- | -------------- | -- | - | - | - | - | -- | -- | --- | --------------------- |
|  | 1.   | Borletti       | 6  | 3 | 3 | 0 | 0 | 14 | 5  | +9  |                       |
|  | 2.   | Ansaldo Genova | 4  | 3 | 2 | 0 | 1 | 9  | 6  | +3  |                       |
|  | 3.   | DLF Trieste    | 2  | 3 | 1 | 0 | 2 | 8  | 5  | +3  |                       |
|  | 4.   | Quarnaro Fiume | 0  | 3 | 0 | 0 | 3 | 6  | 21 | -15 |                       |

## Girone semifinale - Milano

### Risultati
| 1ª giornata |                                  |     |
|             |                                  |     |
| 5 set. 1942 | Borletti-Ansaldo                 | 2-0 |
| 5 set. 1942 | Pubblico Impiego-Bruno Mussolini | 6-4 |

| 2ª giornata |                           |      |
|             |                           |      |
| 5 set. 1942 | Ansaldo-Bruno Mussolini   | 6-10 |
| 5 set. 1942 | Pubblico Impiego-Borletti | 5-0  |

| \| 3ª giornata \| \| \| \| \| \| \| \| 5 set. 1942 \| Borletti-Bruno Mussolini \| 1-3 \| \| 5 set. 1942 \| Ansaldo-Pubblico Impiego \| 2-8 \| |                          |     |
| 3ª giornata |                          |     |
| |                          |     |
| 5 set. 1942 | Borletti-Bruno Mussolini | 1-3 |
| 5 set. 1942 | Ansaldo-Pubblico Impiego | 2-8 |

### Classifica
|  | Pos. | Squadra              | Pt | G | V | N | S | GF | GS | D   | Note / Qualificazioni |
|  | ---- | -------------------- | -- | - | - | - | - | -- | -- | --- | --------------------- |
|  | 1.   | Pubblico Impiego     | 6  | 3 | 3 | 0 | 0 | 19 | 6  | +13 |                       |
|  | 2.   | Bruno Mussolini Roma | 4  | 3 | 2 | 0 | 1 | 17 | 13 | +4  |                       |
|  | 3.   | Borletti             | 2  | 3 | 1 | 0 | 2 | 3  | 8  | -5  |                       |
|  | 4.   | Ansaldo Genova       | 0  | 3 | 0 | 0 | 3 | 8  | 20 | -12 |                       |

## Finale scudetto
| Squadra 1            | Squadra 2        | Andata                 | Ritorno                   | Totale |
| -------------------- | ---------------- | ---------------------- | ------------------------- | ------ |
| Bruno Mussolini Roma | Pubblico Impiego | Roma 20 settembre 1942 | Trieste 27 settembre 1942 | 3 - 7  |
| Bruno Mussolini Roma | Pubblico Impiego | 2 – 3                  | 1 – 4                     | 3 - 7  |

## Verdetti
| Verdetto               | Club                          |
| ---------------------- | ----------------------------- |
| Campione d'Italia 1942 | Pubblico Impiego (11º titolo) |

### Squadra campione
| N° | Naz.              | Ruolo | Sportivo          | Anno | Alt. | Peso |
| -- | ----------------- | ----- | ----------------- | ---- | ---- | ---- |
|    | Italia (bandiera) | P     | Leone Salvini     |      |      |      |
|    | Italia (bandiera) | E     | Emilio Bertuzzi   | 1916 |      |      |
|    | Italia (bandiera) | E     | Ermanno Bertuzzi  |      |      |      |
|    | Italia (bandiera) | E     | Mario Cergol      | 1911 |      |      |
|    | Italia (bandiera) | P     | Oliviero Panicari | 1911 |      |      |
|    | Italia (bandiera) | E     | Claudio Torrenti  |      |      |      |
|    | Italia (bandiera) | All.  | Edoardo Germogli  |      |      |      |